# Rosa orientalis
Espèce
Rosa orientalis est une espèce de plantes à fleurs de la famille des Rosaceae. C'est un rosier appartenant à la section des Caninae, originaire d'Europe orientale : nord de l'Albanie, de Grèce, et d'Asie Mineure.

## Description
C'est un rosier nain, aux tiges couvertes de poils puis d'aiguillons.
Les feuilles imparipennées, au-dessus vert clair et au-dessous gris, comptent 5 folioles et sont velues sur les deux faces.
Les fleurs, de 4 cm de diamètre, isolées, de couleur rose, donnent des fruits, des cynorrhodons  ellipsoïdes, rouges, de 1,2 cm de long, qui gardent leurs sépales dressés.